# Patellapis chubbi
Patellapis chubbi är en biart som först beskrevs av Cockerell 1937.  Patellapis chubbi ingår i släktet Patellapis och familjen vägbin. Inga underarter finns listade i Catalogue of Life.